# 川崎尚之助
川崎 尚之助（かわさき しょうのすけ、天保7年（1836年）11月 - 明治8年（1875年）3月20日）は、江戸時代末期（幕末）の洋学者、会津藩士。尚斎と号した。

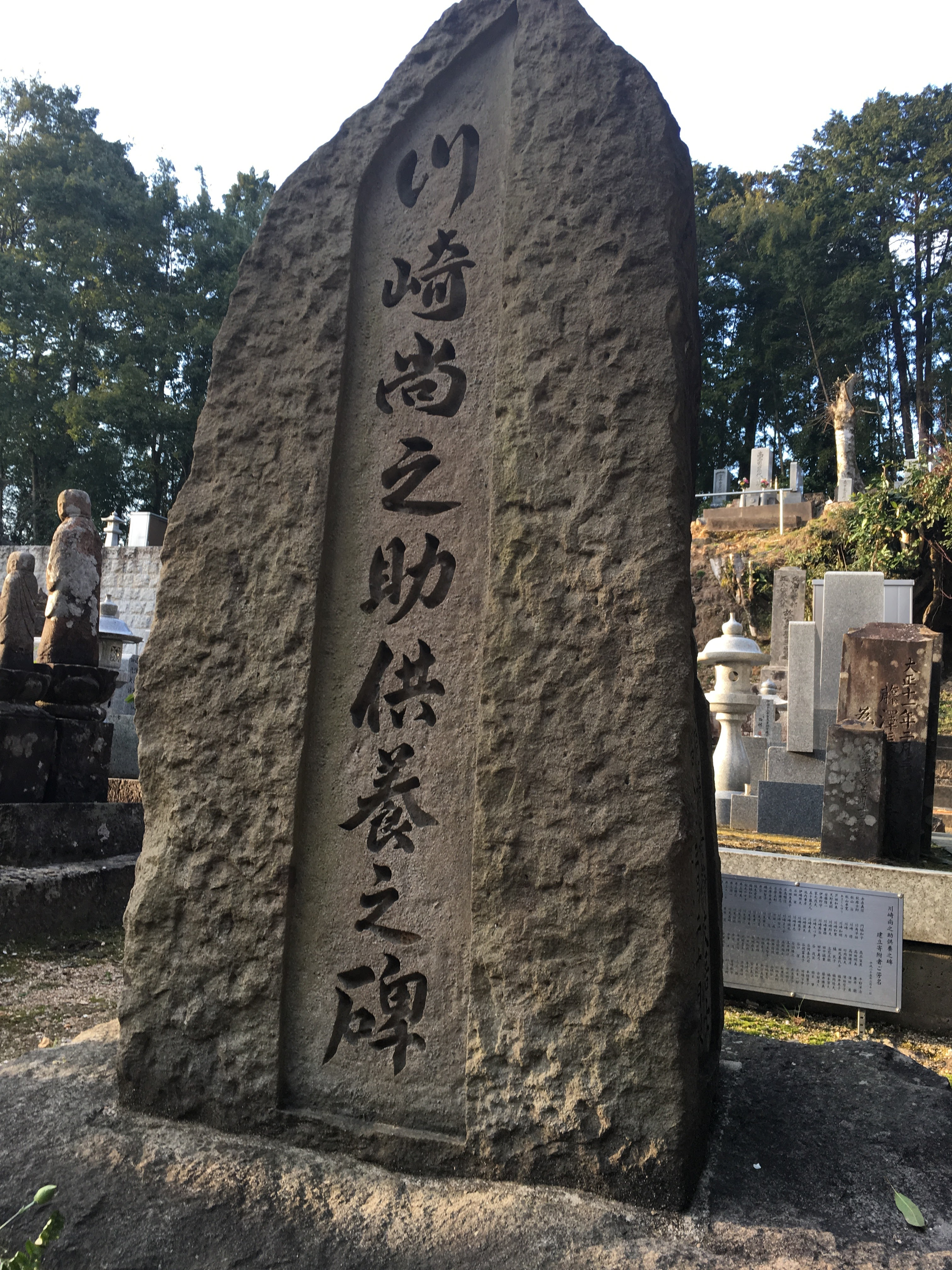
川崎尚之助の墓（供養碑）兵庫県豊岡市

## 来歴
一説には天保7年（1836年）11月、但馬国出石藩藩士・川崎才兵衛の子として生まれたとされるも、出自は不明であり確証はない。
長じて江戸に出て、坪井為春らに蘭学、舎密術（化学）を学び、神田孝平、加藤弘之らと並ぶ屈指の洋学者として知られたという。
江戸において会津藩士・山本覚馬の知遇を得て、会津藩藩校・日新館の蘭学所において蘭学を教授し、鉄砲・弾薬の製造も指導した。慶応元年（1865年）、山本覚馬の妹・八重（後の新島八重）と結婚。会津戦争では、八重と共に鶴ヶ城籠城戦に参加した。
その後の尚之助について、かつては、江戸において手習いの師匠として暮らしたとの説が有力であったが、2011年（平成23年）に北海道立文書館にて発見された史料によると、会津松平家の家名存続が許され下北半島に3万石で立藩された斗南藩に移住、外国商人と米の取引を行うが詐欺に遭ってしまったために訴訟を起こされ、裁判中の東京で肺炎のため死去したとされている。

## 登場作品
テレビドラマ
- 『白虎隊』（1986年12月30日・31日、日本テレビ、演：田中健）※劇中では「なおのすけ」と呼ばれているが誤り。
- 『八重の桜』（2013年、NHK大河ドラマ、演：長谷川博己）

### 舞台
- 朗読劇「今日、ここのへに咲く。」再演（2019年2月1～3日 、作・演出：鈴城千尋）

## 関連文献
- あさくらゆう『川崎尚之助と八重 -一途に生きた男の生涯』知道出版、2012年。ISBN 9784886642455。 NCID BB11481047。
- 「＜特集＞八重の夫・川崎尚之助の真実」『会津人群像』第22号、歴史春秋出版、2012年、ISBN 9784897577937。
- 吉海 直人「新島八重のブラック・ホール : 前夫・川崎尚之助のその後」『新島研究』第103号、同志社大学、2012年2月28日、1-8頁、NAID 110009559028。